# Billy en Chuck
Billy en Chuck was een professioneel worstelteam dat actief was in de World Wrestling Federation (WWF), later World Wrestling Entertainment (WWE). Dit team bestond uit Billy Gunn en Chuck Palumbo. Rico was de manager van dit team.

## In worstelen
- Finishers (team)
  - Code Red

- Billy's finishers
  - Fame-Ass-er

- Chuck's finishers
  - Superkick

- Manager
  - Rico

## Kampioenschappen en prestaties
- Pro Wrestling Illustrated
  - PWI Tag Team of the Year (2002)

- World Wrestling Federation / World Wrestling Entertainment
  - WWF Tag Team Championship (2 keer)